# Traian Crișan
Traian Crișan (n. 21 mai 1918, comuna Iara, Comitatul Turda-Arieș – d. 6 noiembrie 1990, Roma) a fost un arhiepiscop catolic român de rit bizantin, care a îndeplinit între anii 1981-1990 funcția de Secretar al Congregației pentru Cauza Sfinților din cadrul Curiei Romane.

## Viața
Traian Crișan s-a născut la data de 21 mai 1918 în comuna Iara (astăzi în județul Cluj). A studiat la Colegiul Pontifical "Pio Romeno" din Roma. 
A fost hirotonit ca preot greco-catolic la Roma în data de 25 martie 1945, fiind încardinat în Eparhia de Cluj-Gherla. În perioada 1979-1981, Mons. Traian Crișan a îndeplinit funcția de subsecretar al Congregației pentru Cauza Sfinților din cadrul Curiei Romane. 
La data de 7 decembrie 1981 a fost numit în funcția de secretar al Congregației pentru Cauza Sfinților din cadrul Curiei Romane, primind cu această ocazie și titlul de arhiepiscop titular de Drivastum (Drivasto), pentru că acesta este rangul prevăzut de canoanele Bisericii Romane pentru demnitatea respectivă. 
A fost consacrat ca arhiepiscop la Roma în data de 6 ianuarie 1982 de către papa Ioan Paul al II-lea, asistat de către arhiepiscopul titular de Thagora, Eduardo Martínez Somalo (oficial al Curiei Romane, viitor cardinal și Camerlengo) și de arhiepiscopul titular de Feradi Maius, Lucas Moreira Neves (secretar al Congregației pentru Episcopi din Curia Romană și viitor cardinal). 

## Protestul Bisericii Ortodoxe Române față de numirea sa
Hirotonirea sa întru arhiereu și ridicarea la rangul de arhiepiscop a dus la o reacție vehementă din partea Sfântului Sinod al Bisericii Ortodoxe Române, care a considerat actul consacrării, săvârșit de însuși papa Ioan Paul al II-lea, drept un act de provocare la adresa Bisericii Ortodoxe Române întrucât Biserica Română Unită cu Roma ar fi încetat să existe în anul 1948. Sfântul Sinod, în ședința sa din 10-11 ianuarie 1982, a redactat un protest energic și a semnalat conducerii de partid și de stat abuzul săvârșit de Roma papală. Patriarhul Iustin Moisescu a trimis o telegramă de protest către papa Ioan Paul al II-lea, telegramă publicată în ziarele centrale din 14 ianuarie 1982.
„Reprezentanții clerului și credincioșilor ortodocși români, prezenți în mare număr și de pe tot cuprinsul țării (...) au protestat energic împotriva acestui act al Sanctității Voastre și au cerut ca Sfântul Sinod al Bisericii Ortodoxe Române să ia atitudine oficială față de această imixtiune în treburile interne ale Bisericii noastre autocefale și ale României, țară suverană și independentă.”—Telegrama din 14 ianuarie 1982
Discursul pontifical din 6 ianuarie 1982, favorabil reconstituirii Bisericii Române Unite, a trezit din nou speranțe în rândul greco-catolicilor din România. Într-o cuvântare rostită ulterior în cadrul unei liturghii transmise din capela postului Radio Vatican, arhiepiscopul Traian Crișan a arătat că a fost înălțat la demnitatea de arhiepiscop pentru Curia Romană și nu pentru Biserica Română Unită din țară, fiind, deci, neavenit protestul Sfântului Sinod. 
Pentru credincioșii greco-catolici români care nu puteau asculta în nici un fel duminica sau în sărbători o liturghie catolică, li s-a recomandat să asculte Liturghia în limba română transmisă de postul de Radio Vatican, în cadrul căreia se rostea fie o omilie, fie o predică tematică instructivă. Această liturghie a fost mult timp onorată de prezența ierarhilor români uniți din emigrație, episcopul Vasile Cristea și arhiepiscopul Traian Crișan. 
Printre dosarele de canonizare la elaborarea cărora a contribuit și arhiepiscopul Traian Crișan s-a numit cel al sfântului Giuseppe Alamano (1989). De asemenea, în anul 1983 au fost elaborate o serie de norme noi privitoare la canonizarea sfinților. 
Arhiepiscopul Traian Crișan s-a retras la 24 februarie 1990 din funcția de secretar al Congregației pentru Cauza Sfinților din cadrul Curiei Romane. A trecut la cele veșnice la Roma la 6 noiembrie 1990, la vârsta de 72 ani. A fost înhumat în Cimitirul „Campo Verano” din Roma, unde se află înmormântați de asemenea episcopul Vasile Cristea, Aloisie Ludovic Tăutu și alți emigranți români. 
Din însărcinarea papei Ioan Paul al II-lea arhiepiscopul Traian Crișan l-a consacrat la 26 iunie 1983 ca episcop pe Louis Vasile Pușcaș pentru românii din Statele Unite ale Americii.